# غاز وحشی (فیلم)
غاز وحشی فیلمی به کارگردانی محمودرضا ثانی و نویسندگی محمودرضا ثانی، بهزاد وزیری ساختهٔ سال ۱۳۸۳ است.

## بازیگران
- محمود نقیبیان
- افشین بیاناتی
- محبوبه غفاری
- حبیب جوانمرد